# توفیق عبدالله
توفیق عبدالله (انگلیسی: Tewfik Abdullah؛ زاده ۲۳ ژوئن ۱۸۹۶ –درگذشته نامشخص) بازیکن فوتبال اهل مصر بود.
از باشگاه‌هایی که در آن بازی کرده‌است می‌توان به دربی کانتی، باشگاه فوتبال هارتل پول یونایتد و باشگاه ورزشی الاهلی مصر اشاره کرد.
وی همچنین در تیم ملی فوتبال تیم ملی فوتبال مصر بازی کرده‌است.